# قائمة المليارديرات الأرجنتينيين
هذه قائمة بالمليارديرات الأرجنتينيين تستند إلى تقييم سنوي للثروة والأصول جمعته ونشرته مجلة فوربس في عام 2020.

## 2020 قائمة المليارديرات الأرجنتينيين
| ترتيب العالمي | اسم                   | المواطنة  | صافي الثروة ( بالدولار الأمريكي ) | مصدر الثروة         |
| ------------- | --------------------- | --------- | --------------------------------- | ------------------- |
| 764           | أليخاندرو بولغيروني   | الأرجنتين | 2.7 مليار                         | النفط والغاز        |
| 875           | ألبرتو روميرز         | الأرجنتين | 2.4 مليار                         | الأدوية             |
| 1063          | ماركوس جالبيرين       | الأرجنتين | 2 بليون                           | التجارة الإلكترونية |
| 1267          | جريجوريو بيريز كومبان | الأرجنتين | 1.7 مليار                         | النفط والغاز        |